# 제니퍼 티스데일
제니퍼 티스데일(Jennifer Tisdale, 1981년 9월 18일 ~ )은 미국의 배우, 가수이다.

## 출연 작품
- 공공의 적 - 살인마 (2010)
- 잭과 코디, 우리 학교는 호화유람선 (2008)
- 하우스 버니 (2008)
- 브링 잇 온 4 (2007)
- 다크 라이드 (2006)
- The Hillside Strangler (2004)
- 테드 번디 (2002)
- 미스터 디즈 (2002)